# رجيش
رجيش مدينة بالساحل التونسي تبعد بضعة كيلومترات جنوب مدينة المهدية. وهي تابعة لولاية المهدية، تشكل رجيش بلدية يبلغ عدد سكانها 8925 نسمة في 2004.
تقع على الساحل مما جعل منها منتجعا شاطئي، يفصل رجيش عن مدينة المهدية سبخة بن غياضة.

## أعلام
- عبد الكريم الزبيدي
- إشراف عبد الله